# Robert Syring
Robert Syring war ein deutscher Lehrer und Theosoph.
Syring war 1912/13 verantwortlicher Redakteur der Zeitschrift Theosophische Kultur.
Er begründete die „Süddeutsche Sommerschule“ in Bad Liebenzell, die zwischen 1923 und 1928 belegt ist.
In den 1920er/30er Jahren war er Herausgeber der Zeitschrift Der schöpferische Mensch, die sich als „Deutsche Sendschrift für seelische Kultur“ verstand.

## Veröffentlichungen
- Okkulte Arbeit (= Theosophischer Baustein Nr. 28), Leipzig 1918.
- Das Menschheitsziel in den Ereignissen der Gegenwart (= Theosophischer Baustein Nr. 29), Leipzig 1919.
- Der Weg zum Leben, Bad Liebenzell 1934.